# 140 a. C.
El año 140 a. C. fue un año del calendario romano prejuliano. En el Imperio romano, fue conocido como el año 614 Ab Urbe condita.

## Acontecimientos
- Quinto Servilio Cepión sucede a Quinto Fabio Máximo Serviliano como cónsul en la Hispania Ulterior, quien reemprende la guerra contra Viriato. En la Hispania Citerior, el cónsul Quinto Pompeyo intenta de nuevo tomar Numancia, pero un nuevo fracaso le lleva a hacer la paz con los celtíberos.[1]